# 2022年ハンガリーグランプリ
2022年ハンガリーグランプリ（英:  2022  Hungarian Grand Prix）は、2022年のF1世界選手権の第13戦として、2022年7月31日にハンガロリンクにて開催。
正式名称は「Formula 1 Aramco Magyar Nagydíj 2022」。

## 背景
タイヤ
本レースでピレリが持ち込むドライ用タイヤのコンパウンドはハード（白）：C2、ミディアム（黄）：C3、ソフト（赤）：C4の中間の組み合わせ。提供されるセット数はハード2、ミディアム3、ソフト8。
| ドライ用   | ドライ用       | ドライ用   | ウェット用           | ウェット用   |
| C2         | C3             | C4         | インターミディエイト | フルウェット |
| ---------- | -------------- | ---------- | -------------------- | ------------ |
| （ハード） | （ミディアム） | （ソフト） | （小雨用）           | （大雨用）   |
DRS：2箇所※（　）内は検知ポイント
- DRS1：ターン14より40m先から（ターン14の手前5m）
- DRS2：ターン1より6m先から（DRS1と同様）

## エントリーリスト
前戦から変更なし。

## フリー走行
FP1
2022年7月29日 14:00 CEST(UTC+2)
トップはカルロス・サインツ。アストンマーティンは新型のリアウイングを投入しセバスチャン・ベッテルが11番手、ランス・ストロールが12番手タイムを記録した。
FP2
2022年7月29日 17:00 CEST(UTC+2)
トップはシャルル・ルクレール。トップ10までに7チームが入る混戦模様となった。
FP3
2022年7月30日 13:00 CEST(UTC+2)
トップはニコラス・ラティフィ。この週末で初めてのウェットコンディション。ベッテルは9番手タイムを記録したが、残り8分でターン10で姿勢を乱し、バリアにリアから衝突。赤旗中断の原因となった。

## 予選
2022年7月30日 16:00 CEST(UTC+2)（文章の出典）
ポールはジョージ・ラッセル。自身初の獲得でF1史上105人目。また、メルセデスにとってもシーズン初の獲得となった。2番手にカルロス・サインツ、3番手にシャルル・ルクレールとフェラーリ勢が続いた。
雨で路面のラバーが流れたことにより、路面の状況が時間を追うごとに改善される展開だった。Q1ではアルファタウリ勢とウィリアムズ勢、アストンマーティンのセバスチャン・ベッテルが敗退した。Q2ではセルジオ・ペレスの最速タイムがトラックリミットにより、抹消されたがのちに取り消された。Q3では、マックス・フェルスタッペンは1度目のタイム計測に失敗したのち、2度目のタイム計測時にはパワーが出ないトラブルに見舞われ10番手に終わった。

### 予選結果
| 順位                | No. | ドライバー                 | コンストラクター                        | Q1       | Q2       | Q3       | Grid |
| ------------------- | --- | -------------------------- | --------------------------------------- | -------- | -------- | -------- | ---- |
| 1                   | 63  | ジョージ・ラッセル         | メルセデス                              | 1:18.407 | 1:18.154 | 1:17.377 | 1    |
| 2                   | 55  | カルロス・サインツ         | フェラーリ                              | 1:18.434 | 1:17.946 | 1:17.421 | 2    |
| 3                   | 16  | シャルル・ルクレール       | フェラーリ                              | 1:18.806 | 1:17.768 | 1:17.567 | 3    |
| 4                   | 4   | ランド・ノリス             | マクラーレン-メルセデス                 | 1:18.653 | 1:18.121 | 1:17.769 | 4    |
| 5                   | 31  | エステバン・オコン         | アルピーヌ-ルノー                       | 1:18.866 | 1:18.216 | 1:18.018 | 5    |
| 6                   | 14  | フェルナンド・アロンソ     | アルピーヌ-ルノー                       | 1:18.716 | 1:17.904 | 1:18.078 | 6    |
| 7                   | 44  | ルイス・ハミルトン         | メルセデス                              | 1:18.374 | 1:18.035 | 1:18.142 | 7    |
| 8                   | 77  | バルテリ・ボッタス         | アルファロメオ-フェラーリ               | 1:18.935 | 1:18.445 | 1:18.157 | 8    |
| 9                   | 3   | ダニエル・リカルド         | マクラーレン-メルセデス                 | 1:18.775 | 1:18.198 | 1:18.379 | 9    |
| 10                  | 1   | マックス・フェルスタッペン | レッドブル-RBPT                         | 1:18.509 | 1:17.703 | 1:18.823 | 10   |
| 11                  | 11  | セルジオ・ペレス           | レッドブル-RBPT                         | 1:19.118 | 1:18.516 |          | 11   |
| 12                  | 24  | 周冠宇                     | アルファロメオ-フェラーリ               | 1:18.973 | 1:18.573 |          | 12   |
| 13                  | 20  | ケビン・マグヌッセン       | ハース-フェラーリ                       | 1:18.993 | 1:18.825 |          | 13   |
| 14                  | 18  | ランス・ストロール         | アストンマーティン・アラムコ-メルセデス | 1:19.205 | 1:19.137 |          | 14   |
| 15                  | 47  | ミック・シューマッハ       | ハース-フェラーリ                       | 1:19.164 | 1:19.202 |          | 15   |
| 16                  | 22  | 角田裕毅                   | アルファタウリ-RBPT                     | 1:19.240 |          |          | 16   |
| 17                  | 23  | アレクサンダー・アルボン   | ウィリアムズ-メルセデス                 | 1:19.256 |          |          | 17   |
| 18                  | 5   | セバスチャン・ベッテル     | アストンマーティン・アラムコ-メルセデス | 1:19.273 |          |          | 18   |
| 19                  | 10  | ピエール・ガスリー         | アルファタウリ-RBPT                     | 1:19.527 |          |          | PL1  |
| 20                  | 6   | ニコラス・ラティフィ       | ウィリアムズ-メルセデス                 | 1:19.570 |          |          | 19   |
| 107% time: 1:23.860 |     |                            |                                         |          |          |          |      |
| ソース:             |     |                            |                                         |          |          |          |      |

- ^1 - ガスリーは追加のパワーユニットを交換しグリッドの降格。また、戦術的な理由からFIAの承認なしに行ったため、ピットレーンからのスタート[11]。

## 決勝
2022年7月31日 15:00 CEST(UTC+2)（文章の出典）
優勝はマックス・フェルスタッペン。2位にルイス・ハミルトン、3位にジョージ・ラッセルのメルセデス勢が続いた。
降水確率60%で時折小雨が落ちる場面が見られたが、最終盤まで雨が降ることはなかった。スタートタイヤはソフトとミディアムに分かれ、ラッセルは中古のソフト、フェラーリ勢はミディアム、レッドブル勢はソフトを選択。スタート直後にセバスチャン・ベッテルとアレクサンダー・アルボンが接触し、コース上のデブリ回収のためにVSCが導入された。序盤はラッセルがリードする展開だったが、26周目にシャルル・ルクレールが1コーナーで交わしトップに立つ。10位スタートのフェルスタッペンは徐々に順位を上げ、39周目の2度目のピットインの時点で4位まで浮上。40周目には、ルクレールとラッセルがピットイン。トップのルクレールはハードタイヤ、2位のラッセルはミディアムタイヤへそれぞれ交換。ルクレールはフェルスタッペンの前に復帰するもタイヤが温まる前に交わされるが、直後にフェルスタッペンがターン13でスピンし、トップを取り戻した。しかしフェルスタッペンは最速タイムを記録しながらルクレールに迫り、45周目に再び交わしトップに立った。68周目にバルテリ・ボッタスがトラブルによりコース脇にストップし、2度目のVSCが導入される。最終盤に雨が降り出したが順位変動はなく、フェルスタッペンがシーズン8勝目、自身28勝目を挙げた。

### レース結果
| 順位    | No. | ドライバー                 | コンストラクター                        | 周回数 | タイム/リタイア原因 | Grid | Pts. |
| ------- | --- | -------------------------- | --------------------------------------- | ------ | ------------------- | ---- | ---- |
| 1       | 1   | マックス・フェルスタッペン | レッドブル-RBPT                         | 70     | 1:39:35.912         | 10   | 25   |
| 2       | 44  | ルイス・ハミルトン         | メルセデス                              | 70     | +7.834              | 7    | 19FL |
| 3       | 63  | ジョージ・ラッセル         | メルセデス                              | 70     | +12.337             | 1    | 15   |
| 4       | 55  | カルロス・サインツ         | フェラーリ                              | 70     | +14.579             | 2    | 12   |
| 5       | 11  | セルジオ・ペレス           | レッドブル-RBPT                         | 70     | +15.688             | 11   | 10   |
| 6       | 16  | シャルル・ルクレール       | フェラーリ                              | 70     | +16.047             | 3    | 8    |
| 7       | 4   | ランド・ノリス             | マクラーレン-メルセデス                 | 70     | +78.300             | 4    | 6    |
| 8       | 14  | フェルナンド・アロンソ     | アルピーヌ-ルノー                       | 69     | +1 Lap              | 6    | 4    |
| 9       | 31  | エステバン・オコン         | アルピーヌ-ルノー                       | 69     | +1 Lap              | 5    | 2    |
| 10      | 5   | セバスチャン・ベッテル     | アストンマーティン・アラムコ-メルセデス | 69     | +1 Lap              | 18   | 1    |
| 11      | 18  | ランス・ストロール         | アストンマーティン・アラムコ-メルセデス | 69     | +1 Lap              | 14   |      |
| 12      | 10  | ピエール・ガスリー         | アルファタウリ-RBPT                     | 69     | +1 Lap              | PL   |      |
| 13      | 24  | 周冠宇                     | アルファロメオ-フェラーリ               | 69     | +1 Lap              | 12   |      |
| 14      | 47  | ミック・シューマッハ       | ハース-フェラーリ                       | 69     | +1 Lap              | 15   |      |
| 15      | 3   | ダニエル・リカルド         | マクラーレン-メルセデス                 | 69     | +1 Lap1             | 9    |      |
| 16      | 20  | ケビン・マグヌッセン       | ハース-フェラーリ                       | 69     | +1 Lap              | 13   |      |
| 17      | 23  | アレクサンダー・アルボン   | ウィリアムズ-メルセデス                 | 69     | +1 Lap              | 17   |      |
| 18      | 6   | ニコラス・ラティフィ       | ウィリアムズ-メルセデス                 | 69     | +1 Lap              | 19   |      |
| 19      | 22  | 角田裕毅                   | アルファタウリ-RBPT                     | 68     | +2 Laps             | 16   |      |
| 20      | 77  | バルテリ・ボッタス         | アルファロメオ-フェラーリ               | 65     | DNF2                | 8    |      |
| ソース: |     |                            |                                         |        |                     |      |      |

- ^FL - ファステストラップの1点を含む
- ^1 - リカルドは他車と接触したことにより5秒のタイムペナルティ[15]。
- ^2 - DNFだがレース距離の90%以上を走行したため規定により完走扱い。

## 第13戦終了時点のランキング

### ワールド・チャンピオンシップ
|         | 順位 | ドライバー                 | ポイント | 1位との差 |
| ------- | ---- | -------------------------- | -------- | --------- |
|         | 1    | マックス・フェルスタッペン | 258      |           |
|         | 2    | シャルル・ルクレール       | 178      | -80       |
|         | 3    | セルジオ・ペレス           | 173      | -85       |
| 1       | 4    | ジョージ・ラッセル         | 158      | -100      |
| 1       | 5    | カルロス・サインツ         | 156      | -102      |
| ソース: |      |                            |          |           |

|         | 順位 | コンストラクター        | ポイント | 1位との差 |
| ------- | ---- | ----------------------- | -------- | --------- |
|         | 1    | レッドブル-RBPT         | 431      |           |
|         | 2    | フェラーリ              | 334      | -97       |
|         | 3    | メルセデス              | 304      | -127      |
|         | 4    | アルピーヌ-ルノー       | 99       | -332      |
|         | 5    | マクラーレン-メルセデス | 95       | -336      |
| ソース: |      |                         |          |           |

- 注：いずれもトップ5まで掲載。

### DHLファステストラップアワード
|         | 順位 | ドライバー                 | 獲得数 |
| ------- | ---- | -------------------------- | ------ |
|         | 1    | マックス・フェルスタッペン | 3      |
|         | 2    | シャルル・ルクレール       | 3      |
|         | 3    | カルロス・サインツ         | 2      |
| 1       | 4    | ルイス・ハミルトン         | 2      |
| 1       | 5    | セルジオ・ペレス           | 2      |
| ソース: |      |                            |        |

- 注：いずれもトップ5まで掲載。
- 注：ファストテストラップアワードは同数の場合、カウントバック方式がとられている。